# Хейз, Марика
Марика Хейз (Marica Hase (яп. 長谷真理香 Hase Marika); род. 26 сентября 1981) — японская гравюр-модель, идол и порноактриса.

## Биография
Хейз родилась 26 сентября 1981 года в Токио, Япония. В 2007 году дебютировала как гравюр-айдол. После выпуска нескольких DVD, в 2008 году была издана фотокнига с её обнажёнными изображениями.
В декабре 2009 года, снявшись в фильме Actual Gravure Idol x AV Debut студии SOD create Studio, стала AV-идолом. И с того времени снялась в более чем двух сотнях порнофильмов.
31 марта 2012 года Хейз объявила, что собирается продолжить порнографическую карьеру за рубежом. В январе 2013 года она стала «Киской месяца» журнала Penthouse.
В феврале 2019 года объявила, что у неё в конце 2018 года был диагностирован рак груди. Она начала сбор средств на операцию (не менее 50 тысяч долларов), пообещав передать оставшиеся средства частной онкологической клинике City of Hope, в которой проходит лечение